# Gamla stadshuset, Split
Gamla stadshuset (kroatiska: Stara gradska vijećnica) är ett tidigare stadshus och historisk byggnad i Split i Kroatien. Det kulturminnesskyddade forna stadshuset ligger vid Folkets torg och bär stildrag från gotiken. Byggnaden bär sina rötter från 1300-talet men har vid flera tillfällen byggts ut och förändrats sedan dess. Den brukas idag som utställningslokal och galleri.

## Beskrivning och historik
Gamla stadshuset uppfördes på 1400-talet men spår sina rötter från äldre strukturer från 1300-talet. Det forna stadshuset är den enda kvarvarande byggnaden av ett gotisk byggnadskomplex bestående av stadshuset och två palats (Kommunala palatset och Rektorspalatset) som var säte för det sekulära stadsstyret i det medeltida Split. De två palatsen revs år 1825 och i samband med det genomgick det kvarvarande stadshuset en genomgripande restaurering som gav den dess nuvarande nygotiska skepnad. Trots den omfattande renoveringen behöll den flera ursprungliga detaljer med stildrag från romaniken och gotiken. Splits stadsvapen och ett av de äldsta bevisen på stadsvapnets användning är en relief som mäter 51 x 59 centimeter och finns på den östra sidan av det forna stadshuset.
Byggnaden tjänade som stadshus under många år men efter att stadsstyrelsen tagit en annan byggnad i besittning förlorade den sin roll som säte för stadsfullmäktige. Åren 1910–2005 brukades den av Splits etnografiska museum. Sedan år 2005 används den till olika ändamål, bland annat som utställningslokal. Åren 2020–2021 renoverades byggnaden till ett värde av 9,6 miljoner kuna. I samband med det gjordes byggnaden bland annat tillgänglig för personer med funktionsnedsättning. Stadshuset är tillsammans med det anslutande Sankt Larentius kapell (1455) ett byggnadsminne som i den kroatiska lagstiftningen är kulturskyddat med referensnumret Z-4686.